# Liste von Goethes Schreibern
Johann Wolfgang von Goethe hat als Schriftsteller häufig Briefe und Dichtungen diktiert und zeit seines Lebens viele Schreiber beschäftigt; in alphabetischer Reihenfolge:
- A. v. Goethe: Julius August von Goethe
- C. John: Ernst Carl Christian John
- Caroline Ulrich: Caroline Wilhelmine Johanna Riemer, geb. Ulrich
- Johann David Compter
- Johann Peter Eckermann
- Michael Färber
- Johann Jacob Ludwig Geist
- Johann Georg Paul Götze
- Johann August Friedrich John
- Gottlieb Friedrich Krause
- Friedrich Theodor David Kräuter
- Friedrich Wilhelm Riemer
- Johann Christian Rötsch, Billeteur und Souffleur am Weimarer Hoftheater
- Johann Christian Schuchardt
- Friedrich Wilhelm Schumann, Landschaftskassenkalculator in Weimar (1765–1850)
- Philipp Friedrich Seidel
- Carl Stadelmann
- Christoph Erhard Sutor
- Christian Georg Carl Vogel
- Christian August Vulpius
- Heinrich Ernst Weber, Staats- und Kanzlei-Registrator in Weimar
- Christian Ernst Friedrich Weller

## Einzelnachweis
1. ↑  Goethes Briefrepertorium: Schreiber (Memento des Originals vom 19. Dezember 2014 im Internet Archive)  Info: Der Archivlink wurde automatisch eingesetzt und noch nicht geprüft. Bitte prüfe Original- und Archivlink gemäß Anleitung und entferne dann diesen Hinweis.